# Syld
Syld er et oldnordisk udtryk for et fundament, som kan bestå af en træramme eller grundsten (syldsten), der kan være opbygget af kampesten uden bindemiddel. 
Denne fundamentstype har blandt andet været anvendt til bindingsværkshuse. 